# Amatersko prvenstvo Francije 1959
Amatersko prvenstvo Francije 1959 v tenisu.

## Moški posamično
Nicola Pietrangeli :  Ian Vermaak  3-6, 6-3, 6-4, 6-1

## Ženske posamično
Christine Truman :  Zsuzsi Körmöczy  6-4, 7-5

## Moške dvojice
Nicola Pietrangeli /   Orlando Sirola :  Roy Emerson /  Neale Fraser  6–3, 6–2, 14–12

## Ženske dvojice
Sandra Reynolds Price /  Renée Schuurman :  Yola Ramírez /  Rosie Reyes 2–6, 6–0, 6–1

## Mešane dvojice
Yola Ramírez /  Billy Knight :  Renée Schuurman /  Rod Laver  6–4, 6–4